# Microchera
Microchera – rodzaj ptaków z podrodziny kolibrów (Trochilinae) w rodzinie kolibrowatych (Trochilidae).

## Zasięg występowania
Rodzaj obejmuje gatunki występujące w Ameryce Centralnej – w Hondurasie, Nikaragui, Kostaryce i Panamie. 

## Morfologia
Długość ciała 6–8 cm; masa ciała samców 2,5–3,4 g, samic 2,6–3,1 g.

## Systematyka

### Etymologia
- Microchera: gr. μικρος mikros „mały”; χηρα khēra „wdowa” (tj. „w żałobie, czarny”)[6].
- Elvira: kobiecy eponim; prawdopodobnie od Elviry, kochanki Pizarra w tragedii Sheridana z 1799 roku o tytule Pizarro (literacka aluzja do południowoamerykańskiej panny)[7]. Gatunek typowy: Trochilus (Thaumatias?) chionura Gould, 1851.
- Lawrencius: George Newbold Lawrence (1806–1895), amerykański biznesmen, kolekcjoner, ornitolog[8]. Gatunek typowy: Eupherusa cupreiceps Lawrence, 1866.

### Podział systematyczny
Do rodzaju należą następujące gatunki:
- Microchera albocoronata (Lawrence, 1855) – karliczek
- Microchera chionura (Gould, 1851) – diamencik zielony
- Microchera cupreiceps (Lawrence, 1866) – diamencik kostarykański